# James Patrick Stuart
 (mars 2020).
Si vous disposez d'ouvrages ou d'articles de référence ou si vous connaissez des sites web de qualité traitant du thème abordé ici, merci de compléter l'article en donnant les références utiles à sa vérifiabilité et en les liant à la section « Notes et références ».
James Patrick Stuart, né le 16 juin 1968 à Encino (Los Angeles), est un acteur anglo-américain.

## Biographie
James Patrick Stuart est né le 16 juin 1968, à Encino, en Californie, ses parents sont anglais. Son père faisait partie d'un duo pop, dès lors James a passé une grande partie de son enfance dans les studios d'enregistrement.
Il vit à Los Angeles, en Californie avec sa femme, Jocelyn, et leurs deux fils.

## Carrière

### À la télévision
Comme enfant acteur, il était connu sous le nom de Patrick Stuart et a joué dans la série télévisée des années 1980 Galactica 1980 en tant que Docteur Zee.
Apparaissant dans des séries comme Les Experts (CSI: Crime Scene Investigation), The Closer : L.A. enquêtes prioritaires, Une famille presque parfaite et Supernatural, il double aussi des jeux vidéo tels que Kingdom Hearts 2, Call of Duty 2 comme Pvt. MacGregor. Entre 1989 et 1992, il était le deuxième acteur (après Lonnie Quinn) à doubler Will Cortland dans La Force du destin. Il avait un rôle récurrent dans 90210 Beverly Hills : Nouvelle Génération et fournit les voix des avalanches dans Wolverine et les X-Men.

### Au cinéma
Il a interprété le rôle du colonel confédéré Edward Porter Alexander dans Gettysburg (1993).

## Filmographie

### Télévision
- 1980 : Galactica 1980 (7 épisodes) : Doctor Zee
- 1989-1992 : La Force du destin
- 1996 : Seinfeld  (1 épisode) : Brett
- 1996 : Sliders (épisode Obsession)
- 1998 : The Simple Life (7 épisodes)
- 1998 : Frasier (1 épisode) : Guy
- 1998-1999 : Encore! Encore! (4 épisodes)
- 1998 : Babylon 5: In the Beginning : assistant du Président
- 2001 : JAG (2 épisodes)
- 2002-2004 : Le Monde merveilleux d'Andy Richter (19 épisodes) : Keith
- 2003-2005 : Les Experts (CSI: Crime Scene Investigation) (8 épisodes)
- 2004-2005 : Second Time Around (3 épisodes) : Derek
- 2004-2006 : Une famille presque parfaite (6 épisodes)
- 2005 : Medium : Stephen Garner
- 2005 : American Dad!
- 2006 : Emily's Reasons Why Not
- 2006-2009 : The Closer : L.A. enquêtes prioritaires (5 épisodes)
- 2008-2009 : Wolverine et les X-Men (4 épisodes)
- 2008-2009 : 90210 Beverly Hills : Nouvelle Génération (10 épisodes)
- 2008-2015 : Les Pingouins de Madagascar (42 épisodes)
- 2011-2012 : Supernatural (6 épisodes) : Dick Roman
- 2011 : Hot in Cleveland : Collin Cooper
- 2011 : Drop Dead Diva (1 épisode) : un avocat
- 2012 : Un goût de romance (A Taste of Romance) : Gill Callahan
- 2012  : Bones (saison 8, épisode 5)  : Dr. Cole Reese
- 2013 : Malibu Country (1 épisode) : Mr. Bata

2022 : (Les supers-vilains de valley view ) Vic Madden

### Cinéma
- 1990 : Pretty Woman
- 1993 : Gettysburg : colonel Edward Porter Alexander
- 1994 : Club Eden : L'Île aux fantasmes (Exit to Eden)
- 1996 : The Disappearance of Garcia Lorca de Marcos Zurinaga (en)
- 1997 : Fix
- 2003 : Gods and Generals
- 2005 : Cruel World
- 2008 : Remarkable Power
- 2008 : The Man Who Came Back de Glen Pitre : Billy Duke
- 2008 : Jack Rio
- 2009 : Dans ses rêves (Imagine That)
- 2009 : Pas si simple
- 2010 : Scooby-Doo : Abracadabra (V)
- 2010 : Les Pingouins de Madagascar: Opération: DVD Première (V)
- 2010 : La Ligue des justiciers : Conflit sur les deux Terres (Justice League: Crisis on Two Earths) (V)
- 2012 : Scooby-Doo! Spooky Games

### Jeux vidéo
- Call of Duty 2 : Pvt. MacGregor
- Kingdom Hearts II : Xigbar
- Kingdom Hearts 358/2 Days : Xigbar
- Kingdom Hearts Birth by Sleep : Braig
- Kingdom Hearts 3D: Dream Drop Distance : Braig/Xigbar
- Call of Duty: Modern Warfare 3 : Cpl. Griffen
- L'Âge de glace 3 : Le Temps des dinosaures : Buck
- ´´ Kingdom Hearts III ´´ : Xigbar/Braig/Luxu